# Hydrogenering

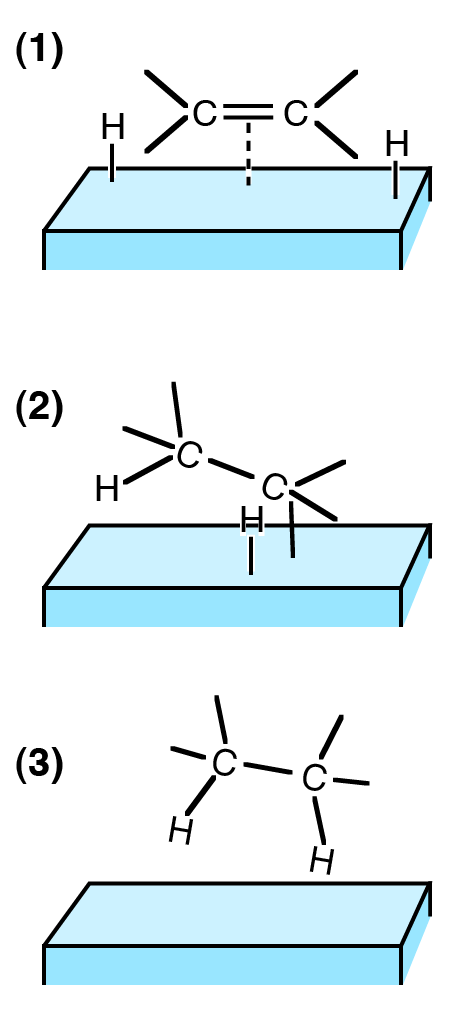
Schematische chemische weergave van hydrogenering.

Hydrogenering of harden is een chemisch proces waarbij een onverzadigde binding wordt omgezet in een verzadigde binding door additie van waterstofgas, bijvoorbeeld een dubbele koolstofbinding die wordt omgezet in een verzadigde koolstofbinding. Voor het hydrogeneren wordt meestal nikkelpoeder als katalysator gebruikt. De vorming van dit verzadigde alkaan gebeurt door middel van een syn-additie zodat cis-additieproducten ontstaan.
De eerste katalytische routes om koolwaterstoffen te hydrogeneren werden rond 1900 gevonden (bijvoorbeeld door Paul Sabatier en Jean-Baptiste Senderens), en bleken toen onder meer van groot belang om het toepassingsgebied van plantaardige oliën in margarines te verruimen (Wilhelm Normann) (het harden van vetten en vetzuren).
De rol van de katalysator is het verzwakken van de sterke covalente binding in de diwaterstofmolecule. Bij de adsorptie van waterstof door een metaalkristal wordt de elektronenwolk van die binding gedeeltelijk herverdeeld naar de metaalatomen.
Bij het harden van vetten is de reactie van fase 1 (zie figuur) naar fase 2 omkeerbaar. Als bij de reactie van 2 naar 1 een ander waterstofatoom (in de figuur is maar één waterstofatoom aan koolstof getekend, in de praktijk zitten in fase 2 twee waterstofatomen aan koolstof) op de katalysator wordt overgedragen dan het waterstofatoom tijdens de stap van 1 naar 2 aan de dubbele band gekoppeld is, kan de CIS-vorm via deze reactie overgaan in de TRANS-vorm. Als het hardingsproces niet volledig wordt voortgezet (gedeeltelijke harding of hydrogenatie), waarbij alle dubbele banden gehydrogeneerd worden, bevat het vet transvet. Alleen volledig doorgehard vet bevat geen onverzadigde vetzuren meer en dus ook geen transvet.
Plantaardige oliën, zoals koolzaadolie, sojaolie, palmolie, olijfolie en zonnebloemolie bevatten vrij veel onverzadigde vetzuren. Daardoor hebben ze een relatief laag smeltpunt; bij kamertemperatuur zijn ze meestal vloeibaar. Door het harden van deze oliesoorten wordt het smeltpunt verhoogd. Dat is een belangrijke stap in de productie van margarine uit plantaardige olie.
Dit soort gekatalyseerde reacties worden ook gebruikt bij de productie van ammoniak.
De omgekeerde reactie, waarbij een verzadigde verbinding wordt omgezet in een onverzadigde verbinding door onttrekking van waterstof, heet dehydrogenering.